# Pasha
Pásha (ali pesah, hebrejsko: פסח‎ [pesah]) je judovski praznik, ki ga praznujejo konec marca ali v začetku aprila. V slovenščini ta praznik imenujemo tudi judovska velika noč ali praznik opresnikov.
Pasha je čas, ko se Judje spominjajo izhoda iz Egipta, kjer so trpeli v suženjstvu. Dogodek podrobno opisuje Druga Mojzesova knjiga, ki se ravno zaradi tega imenuje tudi Exodus - Izhod 
(glej 2Mz 12,1-50).
Praznik pashe se začne na predvečer 15. dne meseca nisana po judovskem koledarju in traja osem dni. Praznovanje se začne 
s posebno večerjo, imenovano seder. Ta večerja je spomin na noč, ko je Bog udaril Egipčane z deseto nadlogo, judovskim družinam pa je prizanesel. 
V času pashe Judje ne jedo kvašenega kruha oziroma sploh ničesar, kar vsebuje kvas. Tudi piva ne pijejo. K praznovanju sodi velikonočno jagnje in značilen ploščat nekvašen kruh, ki mu pravijo maca (v slovenski 
svetopisemski literaturi je v navadi prevod opresnik).
Pasha je pomembna tudi za kristjane, saj je bil Jezus Kristus usmrčen ravno na predvečer pashe, na dan po pashi pa je po njihovem prepričanju vstal od mrtvih. V spomin na ta dogodek kristjani praznujejo veliko noč.